# Televisão na Suíça
A televisão na Suíça foi introduzida em 1950. As pessoas que moram na Suíça recebem serviços de televisão são obrigadas por lei a pagar uma taxa de licença de televisão, que é usada para financiar o serviço público de rádio e televisão SRG SSR. Os contribuintes em todas as regiões linguísticas da Suíça pagam o mesmo valor (462 francos suíços para 2008, contando com licenças de rádio e televisão) e, em troca, têm direito, sob a lei, a serviços de igual qualidade.

## História
A história da televisão na Suíça começou em 1939, quando as primeiras transmissões de testes começaram. As transmissões regulares começaram em 1953, inicialmente apenas uma hora por dia durante cinco dias por semana, e apenas em alemão: as transmissões em francês começaram em 1954 e em italiano apenas em 1958.
O suíço que falava romanche teve que esperar até 1963 pelo primeiro programa em sua língua, uma década após a transmissão regular da televisão ter sido iniciada. Até hoje, não há canal dedicado ao idioma romanche; em vez disso, os canais alemão e italiano transmitem algumas horas de programação romanche por dia. A década de 1960 também viu a chegada da publicidade televisiva, em 1964, e da televisão em cores, em 1968.
Televisão Suíça Romanda transmitiu seu primeiro programa noturno em cores em 1968. 1968 foi também o primeiro ano em que mais de um milhão de lares suíços tinham televisão.
Em 1984, o serviço suíço de teletexto SwissTXT foi iniciado. Em 1993, um quarto canal SRG SSR foi criado, primeiro chamado "S Plus", mas depois renomeado para Schweiz 4 (Suíça 4). No entanto, este foi de curta duração: durante a sua existência, o canal sofreu constantemente baixas classificações e foi encerrado em 1997. No mesmo ano, como resultado, todas as filiais SRR SSR iniciaram um segundo canal, e SRF zwei, RTS Deux e o RSI La 2 surgiu.
A televisão analógica foi desativada a partir de julho de 2006, quando o TSI (agora RSI) iniciou o desligamento analógico. O processo continuou até janeiro de 2008, quando o fim da radiodifusão analógica em Valais e Chablais completou a transição da televisão digital na Suíça.

## Lista de canais
A seguir, uma lista de canais de televisão transmitidos na Suíça:

### Suíça de língua alemã
- SRF 1: o primeiro dos três canais nacionais de língua alemã na Suíça (os outros são zwei SRF e SRF info). Executar sob o grupo de difusão pública SRG SSR. O SRF 1 é considerado o canal que difunde mais programação local, infotainment e outros programas dessa natureza.
- SRF zwei: A programação de canais consiste em esportes, programas para jovens, filmes e uma ampla gama de programas americanos de horário nobre.
- SRF info: canal de notícias de propriedade do grupo público de radiodifusão.
- 3: simulcast em alemão e francês para o público-alvo do canal inclui aqueles na faixa etária de 16 a 34 anos de idade, cooperação com SRF e RTS (em breve)
- 3sat: rede de televisão pública, livre de publicidade, operada em conjunto pelos radiodifusores públicos da Alemanha, Áustria e Suíça. Está disponível fora do satélite ASTRA para toda a Europa e Norte da África e Ásia Ocidental.
- CHTV: Canal Cultural que serve de plataforma para pessoas criativas lançado em 2013. A programação consiste principalmente em revistas de cultura, documentários e filmes de entretenimento.
- 3+: Canal de programação geral suíço lançado em 2006. A programação consiste principalmente em reality shows, infotainment e ficção americana.
- 4+: canal suíço de transmissão desde 2012.
- 5+: transmissão do canal suíço desde 2014.
- TeleZüri: originalmente uma estação local na cidade de Zurique, o canal agora está disponível em toda a parte de língua alemã do país. Exibe o noticiário noturno mais visto de todos os canais comerciais na Suíça.
- Sat.1 Schweiz: versão suíça de Sat.1. Difere do último em alguns programas locais e na publicidade regionalizada.
- ProSieben Schweiz: versão suíça do ProSieben. Difere do último em alguns programas locais e na publicidade regionalizada.
- S1 TV: canal suíço voltado para uma audiência mais antiga lançada em 2013. A programação consiste principalmente em documentários e drama televisivo.
- Star TV: canal de cinema e lifestyle, com filmes e programas sobre os próximos filmes nos cinemas e no mercado doméstico, programas musicais (principalmente videoclipes) e programas sobre videogames.
- joiz: canal orientado para jovens, revistas de radiodifusão, vídeos de música e shows ao vivo, em que os espectadores podem participar principalmente por meio de mídias sociais.
- Viva Schweiz: versão suíça do Viva.
- Nickelodeon Schweiz: versão suíça do Nickelodeon.
- Comedy Central Schweiz: versão suíça do Comedy Central.
- Energy TV: estação de música, transmitindo vídeos de música consecutivos.
- Esporte Szene Fernsehen: canal de esportes, com foco em esportes menos populares.
- Schweiz 5: transmitido por cabo, sua programação é feita principalmente de programas de call-in e infomerciais.
- Teleclub: empresa de TV por assinatura, operando vários canais de filmes e uma ampla oferta de esportes ao vivo da Suíça e do exterior.

Canais alemães disponíveis na Suíça com publicidade local: RTL, RTL II, Super RTL, Vox, Kabel 1, Sixx
Canais alemães e austríacos não-divulgados disponíveis na Suíça: todos os canais públicos e mais comerciais dos países vizinhos estão amplamente disponíveis na Suíça através da TV a cabo.

### Suíça francófona
- RTS Un: o primeiro canal de televisão pública suíço em língua francesa. Executar sob o grupo de difusão pública SRG SSR. O RTS Un executa uma programação geral com foco em notícias e programação local.
- RTS Deux: A programação do canal é composta por reprises do arquivo de televisão RTS Un, programas de televisão infantis no período da manhã e início da tarde, programas de adolescentes no final da tarde e à noite e programas culturais ou transmissões esportivas no horário nobre.
- RTS Info: canal de televisão virtual, de propriedade da Télévision Suisse Romande, e lançado em 26 de dezembro de 2006. Ele transmite 24 horas por dia usando um fluxo de internet, e muitas vezes (especialmente à noite e de manhã cedo) simulcasts no RTS Deux.
- Rouge TV: canal musical privado, voltado principalmente para a demografia de 15 a 34 anos.
- TVM3: primeiro canal privado autorizado a transmitir em toda a Romandia após o encerramento do Télécinéromandie. Começou a transmissão em 1 de maio de 2004.
- TV5MONDE: rede global de televisão, transmitindo vários canais de programação em francês.
- TF1 Suisse: versão suíça do TF1. Difere do último apenas na publicidade regionalizada.
- M6 Suisse: versão suíça do Métropole 6. Difere do último apenas na publicidade regionalizada.
- W9 Suisse: versão suíça do W9. Difere do último apenas na publicidade regionalizada.

Canais franceses não-divulgados disponíveis na Suíça: todos os canais públicos e comerciais dos países vizinhos estão amplamente disponíveis na Suíça através da TV a cabo.

### Suíça de língua italiana
- RSI La 1: canal de televisão em geral, transmitindo em italiano para a Suíça de língua italiana em todo o país. Executar sob o grupo de difusão pública SRG SSR. Sua programação é feita de programas de jogos, programas de notícias, filmes, documentários e programas esportivos menos frequentes.
- RSI La 2: Canal irmã do RSI La 1, transmitido em italiano. Transmite principalmente programas de esportes, mas também reprises e programas de música. Não transmite nenhum noticiário.
- TeleTicino: canal de televisão comercial com foco em notícias da parte de língua italiana do país.

Canais italianos não-divulgados disponíveis na Suíça: todos os canais públicos e comerciais dos países vizinhos estão amplamente disponíveis na Suíça através da TV a cabo.

### Suíça de língua romana
Não há um canal de televisão transmitindo exclusivamente em linguagem romanche; em vez disso, as produções da Rádio Televisão Rumantscha são transmitidas nas informações SRF 1, RSI La 2 e SRF alguns minutos por dia. A programação inclui Telesguard (um noticiário), Cuntrasts e l'Istorgia da buna notg (história da hora de dormir).

## Canais regionais
As redes locais de rádio e televisão na Suíça têm direito a 4% da taxa de licenciamento todos os anos (cerca de 50.000.000 CHF para 2007). O número de emissoras de televisão subsidiadas é limitado a 13, uma para cada área de cobertura designada. Além disso, a quota de suporte não pode exceder 50% dos custos operacionais de cada rede.
- TeleBärn: canal de televisão local em alemão para a capital de Berna e seus arredores.
- Telebasel: canal de televisão local em alemão para a cidade de Basel.
- Tele M1: canal de televisão local em alemão para a região de Mittelland.
- TeleBielingue: simulcast em alemão e francês para a cidade de Biel / Bienne.
- Tele 1: canal de televisão local em alemão para a área de Lucerna.
- Tele Top: canal de televisão local em alemão para a área de Winterthur.
- TVO: canal de televisão local em alemão para a parte leste da Suíça.
- Tele Südostschweiz: canal de televisão local em alemão para o cantão de Graubünden.
- Schaffhauser Fernsehen SHF: canal de televisão local em alemão para a cidade de Schaffhausen.
- ZüriPlus: canal de televisão local em alemão para a cidade de Zurique, uma alternativa ao TeleZüri.
- Canal 9: canal de televisão local em francês para o cantão de Valais.
- Canal Alfa: canal de televisão local em francês para os cantões de Neuchâtel e Jura.
- Léman Bleu: canal de televisão local em francês para a cidade de Genebra.
- La Télé: canal de televisão local em francês para os cantões de Vaud e Fribourg.

## Televisão à cabo
A grande maioria do país é coberta por redes de cabo; os principais operadores de televisão por cabo são a upc cablecom.
Em 2007, o Departamento Federal de Comunicações (OFCOM) aplicou um regulamento must-carry, exigindo que as empresas de cabo locais transmitissem todas as estações da rede SRG SSR e os seguintes canais estrangeiros: arte, 3sat, Euronews, TV5MONDE, ARD, ORF, França 2, Rai Uno.

## Canais internacionais
Todos os canais públicos e mais comerciais dos países vizinhos estão amplamente disponíveis na Suíça através de serviços de televisão digital.